# Institut Marey
Pour les articles homonymes, voir Marey (homonymie).
L'institut Marey est une ancienne institution de recherche en physiologie, biomécanique, puis neurophysiologie qui était située au Parc des Princes, à l'ouest de Paris, à l'emplacement du futur court n°1 du stade Roland-Garros.

## Histoire

### La station physiologique du Collège de France
L'institut Marey a ses origines dans la station physiologique de recherche au Parc des Princes, une station de recherche créée en 1881 au sein du collège de France par Étienne-Jules Marey pour ses recherches sur la chronophotographie et la biomécanique.
À la suite d'une brouille entre Marey et son collaborateur Georges Demenÿ, et à l'invention du cinéma par les frères Lumière, qui diminue l'intérêt des techniques chronophotographiques qu'ils utilisaient jusqu'alors, l'activité à la station décline.

### Création de l'Institut
En 1897, lors d'un congrès de l'Association française pour l'avancement des sciences à Saint-Étienne, Marey dénonce le manque de standardisation dans les appareils de mesure scientifiques. 
Il propose la création d'un institut de contrôle géré par une société savante internationale, qui permettrait de garantir la qualité des instruments de mesure pour les recherches en physiologie et leur adhésion à un standard commun, proposition entérinée l'année suivante au congrès de physiologie de Cambridge,.
L'institut est fondé en 1902, grâce à un financement de l'assemblée nationale et il est installé non loin de la station physiologique, et, comme cette dernière, sur un terrain concédé par la ville de Paris. 
Les débuts sont difficiles : 
Après la mort de Marey en 1904, la présidence de l'association, désormais association de l'Institut Marey passe à Auguste Chauveau  puis à Hugo Kronecker, et l'institut doit composer avec des problèmes de financement et avec des questions sur la concession des terrains utilisés, une dispute opposant l'institut, géré par l'association éponyme, et le Collège de France, qui continue de gérer la station physiologique voisine.

### Après la mort de Marey

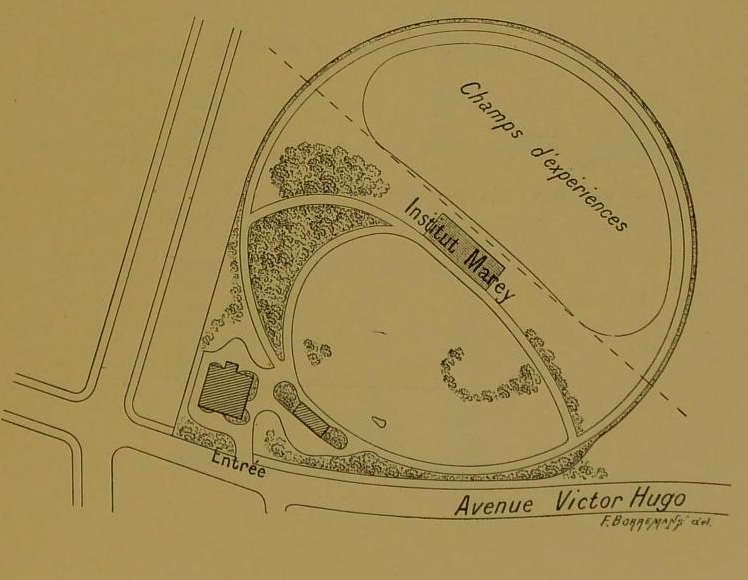
Plan de l'institut Marey à sa fondation.

L'institut poursuit néanmoins ses travaux de recherches sur les instruments de mesure scientifique durant plusieurs années, et est rejoint par de nombreux grand noms dont Charles Richet qui présidera l'institut de 1911 à 1935,,, la gestion en pratique étant assurée par les sous-directeur Lucien Bull et Pierre Noguès, tous deux anciens élèves de Marey.
Un monument en hommage à Marey est édifié à côté de l'institut, inauguré par le président de la république, Raymond Poincaré, le 3 juin 1914, et les cendres de Marey y sont transférées.
Pendant la première guerre mondiale, une méthode d'écholocalisation des batteries d'artillerie est développée à l'institut par Bull : il invente un système basé sur le galvanomètre à cordes pour localiser l'origine des coups de canon. Le physicien William Lawrence Bragg est chargé en 1915 de mettre cette invention en pratique et de l'améliorer,.

Pendant l'entre-deux-guerres, la production scientifique de l'institut se focalise de plus en plus sur la photographie à haute vitesse, spécialité de Bull, et la vocation initiale de l'institut est peu à peu oubliée,.

### La relance de l'institut par Fessard
Après avoir été dirigé par Louis Lapicque, à partir de 1936,, c'est Henri Piéron qui prend la tête de l'institut en 1940,.
Son élève Alfred Fessard avait dès 1939 commencé à installer un laboratoire de recherche en neurophysiologie dans l'institut et commence à y travailler durant la guerre,.
En 1947, avec le soutien d'Henri Laugier, fondateur du CNRS, et d'Émile Terroine, Fessard prend la tête du nouveau Centre d'études de physiologie nerveuse et d'électrophysiologie, équipe créée spécialement pour lui au sein du CNRS naissant, et installée dans les locaux de l'institut.
En 1949, sur la recommandation de Piéron, Fessard obtient la chaire de neurophysiologie générale du collège de France qui fusionne avec le Centre d'études, et qui reprend également la gestion de la station physiologique voisine,. 
Grâce au travail de Fessard, le centre connaît un regain d'activité et de notoriété en accueillant des chercheurs tels que Ladislav Tauc, Pierre Buser, Eric Kandel, Denise Albe-Fessard qui dirigera sa propre équipe au sein de l'institut ou JacSue Kehoe.

### Les dernières années
À partir de la fin des années 1960 et durant les 70, sous l'impulsion du CNRS, les équipes de recherche déménagent progressivement à Gif-sur-Yvette,. Ce déménagement est causé par l'exiguïté des locaux mais aussi par la pression de la ville de Paris qui cherche à récupérer le terrain concédé 90 ans auparavant. Une extension de 5 ans de la concession est cependant consentie aux équipes de Denise Albe-Fessard en 1972. 
L'institut est finalement rasé en 1978 pour faire place au nouveau court numéro 1 du stade Roland-Garros,, et ne laissant en place que le monument funéraire de Marey.